# Trigonaphera
Trigonaphera is een geslacht van weekdieren uit de klasse van de Gastropoda (slakken).

## Soorten
- Trigonaphera amakusana Petit, 1974
- Trigonaphera bocageana (Crosse & Debeaux, 1863)
- Trigonaphera stenomphala Habe, 1961